# Zoetróp

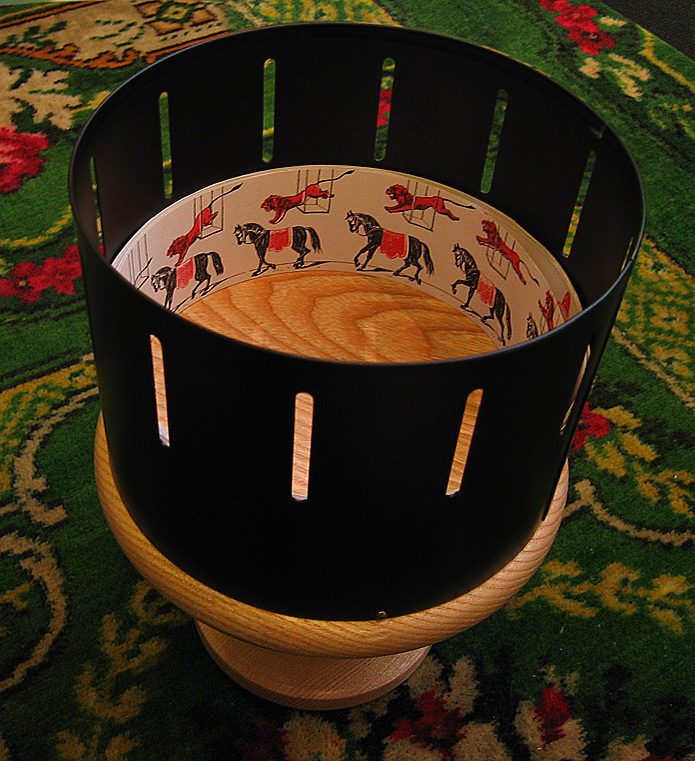
Zoetróp.

A zoetróp egy berendezés, ami a mozgás illúzióját kelti álló képek gyors következéséből. A zoetróp szó a ζωή - zoé, "élet" és τρόπος - tropos, "forgás" görög szavakból tevődik össze, "az élet kerekeként" kell értelmezni.
Egy oldalán függőleges bevágásokat tartalmazó hengerből áll. A bevágások alatt a henger belső oldalán van egy csík amin vagy egy videóból vagy filmből vannak egyenként képek vagy egymás után következő rajzok vagy fotók. Ahogy a henger forog a felhasználó a bevágásokon átnéz a szemközti oldalon a henger belsejében található képekre. A bevágások felbontása megakadályozza, hogy a képek egymásba mosódjanak, így a felhasználó a képek gyors egymásutánját látja, ami egyenlő egy filmmel. A hengeres zoetrópoknak egy tulajdonsága, hogy a képek vékonyabbnak látszhatnak, mint valójában, amikor mozgásban látjuk őket a bevágásokon keresztül.